# Bryodemella diamesum
Bryodemella diamesum är en insektsart som först beskrevs av Bei-bienko 1930.  Bryodemella diamesum ingår i släktet Bryodemella och familjen gräshoppor. Inga underarter finns listade i Catalogue of Life.